# Mariana A.
Mariana A. (Belgrano, Buenos Aires; 28 de junio de 1983) es una actriz, modelo, locutora, presentadora y diseñadora de moda argentina.

## Carrera
Inició su carrera bajo el nombre artístico de Mariana Aria, pero por cuestiones legales que le realizó la también actriz y modelo, Mariana Arias, por similitudes con su nombre, debió cambiarlo por Mariana A. Su madrina artística fue Isabel Sarli, quien por ese entonces se había ofrecido a darle su apellido artístico, aunque su nombre artístico se lo dio el conductor Mauro Viale. En el 2011 recibió en la sede del INADI su DNI de mujer a casi un mes de haber obtenido un fallo favorable de la Justicia.
Gran fanática de Cher, como modelo de Pasarella trabajó para grandes diseñadores como Roberto Piazza y Fabio Cuggini.
En televisión tuvo su reconocimiento en  el unitario Tumberos, en el 2002, donde encarnó el papel de Mariana “La Flaca”, la esposa de Carlos Belloso en la ficción. Por ese papel fue nominada a los Premios Martín Fierro. En el 2003 interviene en la ficción de Telefé, Disputas, con Mirta Busnelli, Florencia Peña, Dolores Fonzi, Julieta Ortega y Belén Blanco. En el 2019 y el 2020 participa en el programa conducido por Andrea Politti, Corte y confección.
En cine actuó en las películas Vecinos (2008), con dirección de Roberto Durán, junto a Tina Serrano, Mercedes Funes, Juan Minujín e Hilda Bernard; Fantasmas de la noche (2009) con dirección de Santiago Carlos Oves; y  Un amor en tiempos de selfies (2014) dirigida por Emilio Tamer, protagonizada por Martín Bossi y Roberto Carnaghi.
Entre sus participaciones en teatro del género revisteril como vedette o en el género de la comedia como actriz se encuentran obras como El último argentino virgen, Fetiche, Cocodrilo: La Revista, Rosas sin espinas: música y moda y Transnoche, humor y magia.

## Reconocimientos
En el 2016 recibió un Premio Faro de oro a la mejor labor cómica en teatro. Un año después ganó un  Premio Estrella de Mar como labor cómica femenina por la obra Cocodrilo, la revista.

## Filmografía
| Cine | Cine                          | Cine             | Cine                 | Cine      | Cine  | Cine                 |
| Año  | Película                      | Producción       | Dirección            | Personaje | Notas | País                 |
| ---- | ----------------------------- | ---------------- | -------------------- | --------- | ----- | -------------------- |
| 2008 | Vecinos                       |                  | Rodolfo Durán        | Vivi      |       | Bandera de Argentina |
| 2009 | Fantasmas de la noche         | Jorge Piwowarski | Santiago Carlos Oves |           |       | Bandera de Argentina |
| 2014 | Un amor en tiempos de selfies | Diego Djeredjian | Emilio Tamer         | Natasha   |       | Bandera de Argentina |

## Televisión
| Año       | Título                             | Rol                                        | Notas            |
| --------- | ---------------------------------- | ------------------------------------------ | ---------------- |
| 2002      | Tumberos                           | Roberto Furlang (alias Mariana “La Flaca”) | Papel secundario |
| 2003      | Disputas                           | Giselle                                    | Papel secundario |
| 2006      | El tiempo no para                  |                                            | Papel secundario |
| 2008      | Lalola                             | Ayelén                                     | Papel secundario |
| 2019-2020 | Corte y confección, colección 2020 | Participante                               | 14.va eliminada  |
| 2019-2020 | IDM 4.0                            | coconducción                               |                  |
| 2022      | Noche de mente                     | Locutora                                   |                  |

## Teatro
- 2023: Cocodrilo: 10 años de revista. Con Leonardo Tusam, Omar Suárez, Denise Cerrone, Agustín Souza y Mauricio Curini.
- 2020: Showroom de Mariana A.
- 2018: Transnoche, humor y magia.
- 2016: Rosas sin espinas: música y moda.
- 2015-2017: Cocodrilo: La Revista. Con Omar Suárez, Sabrina Ravelli y Denise Cerrone.
- 2014: Un cocodrilo en calle corrientes. Con Omar Suárez.
- 2010-2011: El último argentino virgen. Con Gonzalo Urtizberea y Paula Volpe
- 2007-2008: Fetiche. Junto a Edda Bustamante, Hilda Bernard, María Fiorentino, Julieta Vallina y Carla Crespo.[6]
- 2000: Las traviesas.